# La Parra de las Vegas
La Parra de las Vegas è un comune spagnolo di 44 abitanti situato nella comunità autonoma di Castiglia-La Mancia.